# 3753 Cruithne
3753 Cruithne је Атен астероид чија средња удаљеност од Сунца износи ,997 астрономских јединица (АЈ).
Апсолутна магнитуда астероида је 15,1.